# Kaliumhydrogensulfat
Kaliumhydrogensulfat KHSO4 ist ein saures Kaliumsalz der Schwefelsäure. Es entsteht, wenn Schwefelsäure nur zu 50 % mit Kalilauge neutralisiert und die Lösung eingedampft wird. Das Produkt ist ätzend, kristallin und enthält neben Kaliumionen das Hydrogensulfat-Anion HSO4−.

## Synthese
Die Synthese von Kalium- und Natriumhydrogensulfat gelingt durch Einwirkung mäßig warmer, konzentrierter Schwefelsäure auf Kalium- bzw. Natriumchlorid. Als Nebenprodukt dieser Verdrängungsreaktion entsteht das Gas Chlorwasserstoff:
{\displaystyle {\ce {H2SO4 + KCl -> KHSO4 + HCl}}}

## Eigenschaften
Der weiße, kristalline Feststoff löst sich leicht unter Bildung einer sauren Lösung in Wasser:
{\displaystyle {\ce {KHSO4 + H2O -> K+ \ + SO4^2- + H3O+}}}
Erhitzt man das schwefelsaure Kaliumsulfat, so wandelt es sich unter Abgabe von Wasser (Dehydratisierung) in Kaliumdisulfat um:
{\displaystyle {\ce {2 KHSO4 -> K2S2O7 + H2O}}}
Bei weiterem Erhitzen zerfällt das Kaliumdisulfat in Kaliumsulfat und Schwefeltrioxid:
{\displaystyle {\ce {K2S2O7 -> K2SO4 + SO3}}}

## Verwendung
Kaliumhydrogensulfat dient ebenso wie das preiswertere Natriumhydrogensulfat als saurer Abflussreiniger. Hierbei wird in einer Verdrängungsreaktion Kalk aufgelöst. 
Weiterhin dient Kaliumhydrogensulfat als Nachweisreagenz für Acetate. Acetat-Ionen (CH3COO−) lassen sich nachweisen, indem man das Salz, von dem man annimmt, dass es ein Acetat ist, mit Kaliumhydrogensulfat im Mörser zerreibt. Dabei wird das Proton (H+) des Hydrogensulfat-Ions auf das Acetation übertragen. Es entsteht Essigsäure, die leicht an ihrem typischen Geruch identifiziert werden kann.
{\displaystyle {\ce {CH3COO^- + HSO4^- -> CH3COOH + SO4^2-}}}
Acetat wird durch Hydrogensulfat protoniert. Es entstehen Essigsäure und Sulfat.